# Verzorgingsplaats De Brink
Verzorgingsplaats De Brink is een verzorgingsplaats, gelegen aan de Nederlandse autosnelweg A50 Emmeloord-Eindhoven in Klarenbeek net ten zuiden van Apeldoorn.
Op de verzorgingsplaats bevindt zich een tankstation met winkel.
De Brink ligt op een plek die tot in de 19e eeuw deel uitmaakte van het Beekbergerwoud en grenst direct aan het nieuwe natuurgebied met die naam.
Aan de overzijde van de snelweg ligt verzorgingsplaats De Somp.
Tot eind 2020 was op De Brink ook een La Place (tot 2017 AC Restaurant) gevestigd. Het gebouw staat er nog, maar is gesloten. 
Richting Emmeloord: De Gagel · De Slenk · De Somp · Kolthoorn · Zalkerbroek
Richting Eindhoven: Zalkerbroek · Het Veen · De Brink · De Schaars · Weerbroek · Ganzenven · Sonse Heide